# Козя река (село)
Козя река е село в Северна България. То се намира в община Елена, област Велико Търново.

## География
Село Козя река се намира в планински район.